# تامسون لایتون
فرانک تامسون «تام» لایتون (به انگلیسی Frank Thomson Leighton) متولد ۱۹۵۶، مدیر عامل شرکت آکامای است که آن را در سال ۱۹۹۸ به همراه دنیل لوین (به انگلیسی Daniel Lewin) تأسیس کرد. او به عنوان کسی که تبحر زیادی در الگوریتم‌هایی با کاربرد شبکه و امنیت سایبری دارد، راه حلی یافت تا ازدحام و شلوغی وب (در مبحث شبکه ازدحام زمانی اتفاق می‌افتد که تعداد بسته‌هایی که قصد عبور از یک مسیر را دارند از توان تعیین مسیر روتر یا سرعت ارسال بسته‌ها بیشتر شود) را با استفاده از ریاضیات و محاسبات توزیع شده از بین ببرد.

## کتاب
- معرفی الگوریتم‌های موازی و معماری: آرایه‌ها، درختان، هایپرکیوب‌ها (Morgan Kaufmann, 1991), شابک ‎۱-۵۵۸۶۰-۱۱۷-۱.
- مسئله پیچیدگی در VLSI: لی اوت بهینه برای گراف shuffle-exchange و شبکه‌های دیگر, (MIT Press, 1983), شابک ‎۰-۲۶۲-۱۲۱۰۴-۲.
- ریاضیات برای علوم کامپیوتر (با اریک لیمن و آلبرت R. مایر، ۲۰۱۰)